# Deutscher Fussball Klub Montevideo

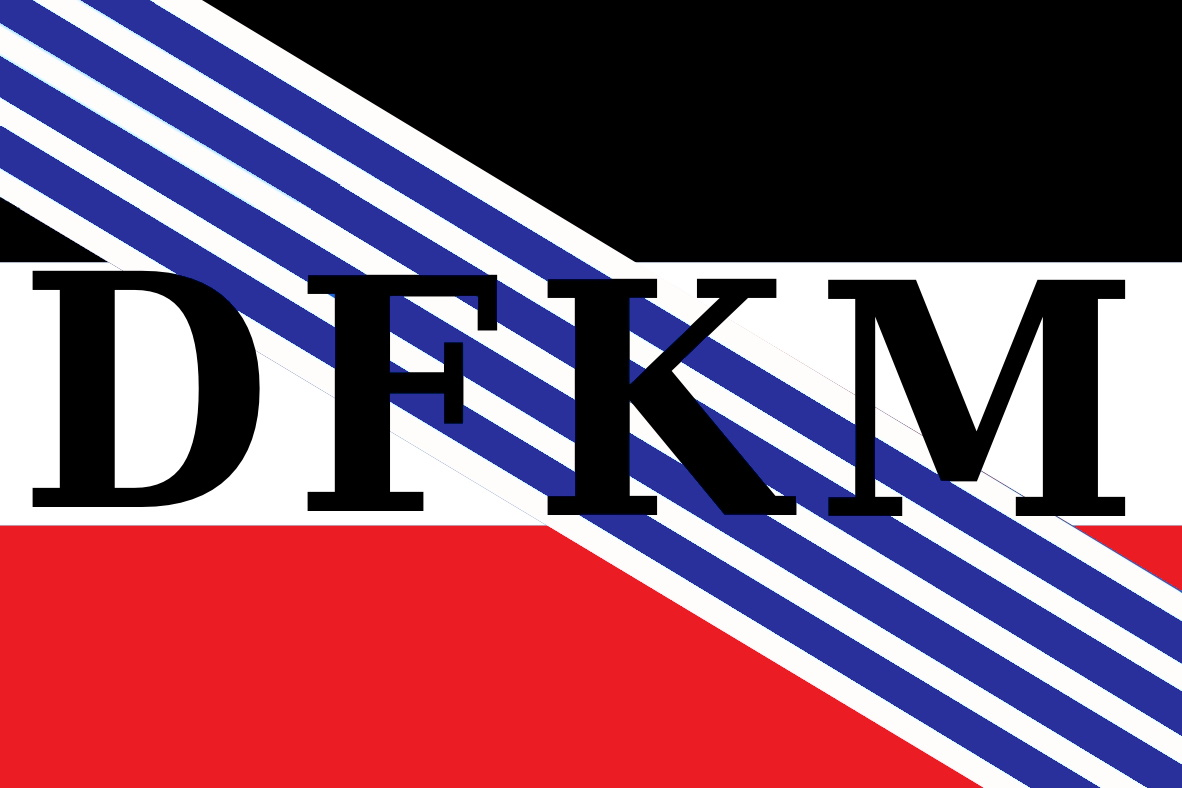
Fahne des Deutschen Fussball Klubs

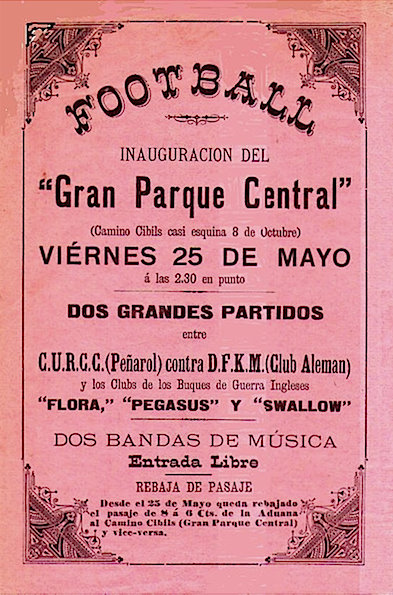
Werbung zur Eröffnung des Parque Central

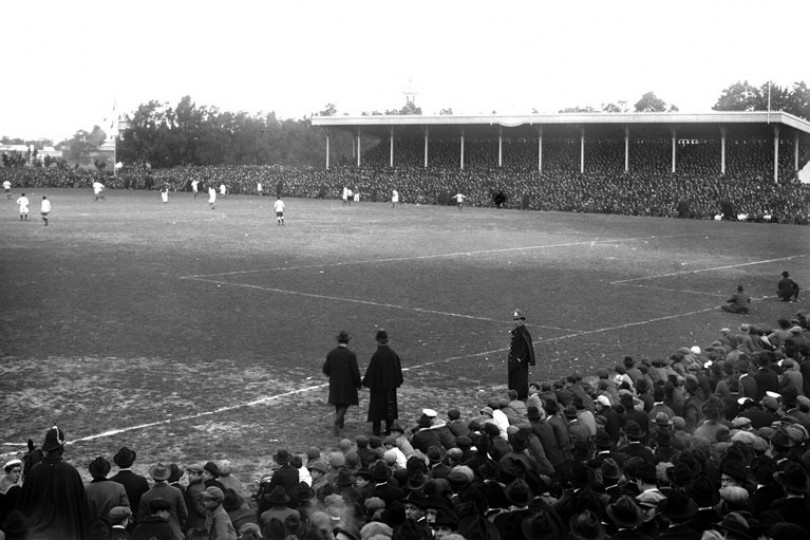
Parque Central in Montevideo (1900)

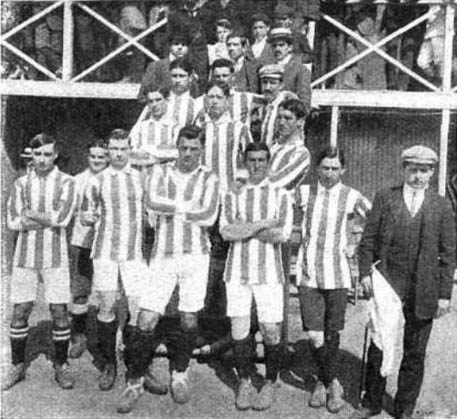
Centro Atlético Montevideo bei Spiel gg. Argentinos Quilmes (1908)

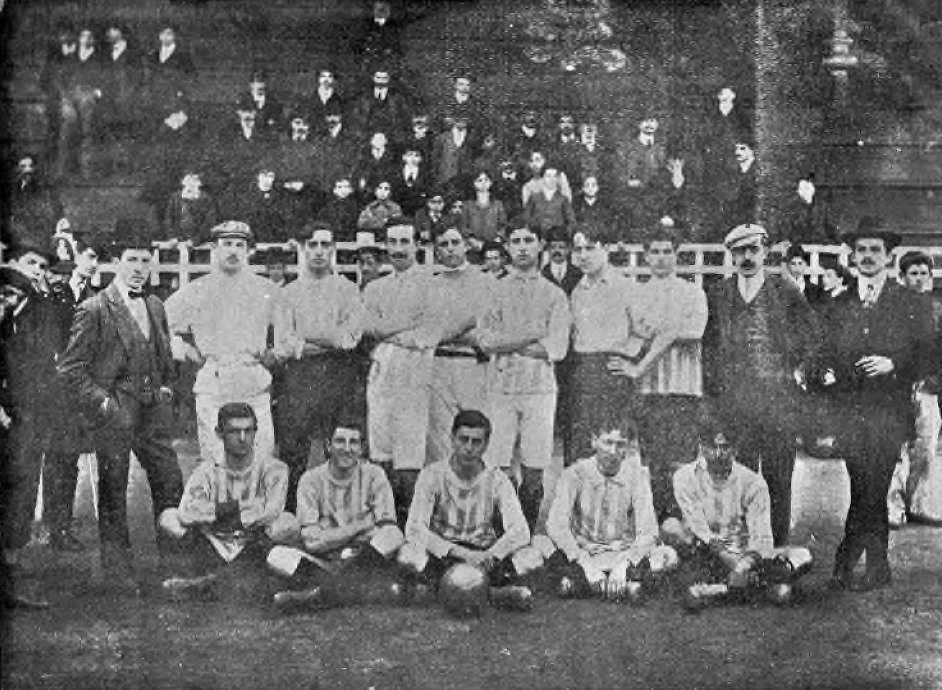
Centro Atlético Montevideo (1908)

Deutscher Fussball Klub Montevideo – in späteren Jahren Sport Club Teutonia (auch Sportivo Teutonia) und Centro Atlético Montevideo genannt – war ein 1896 von Auslandsdeutschen und Auswanderern gebildeter Sportverein in der uruguayischen Hauptstadt Montevideo. Offizielles Gründungsdatum ist der 23. Mai 1897. 1900 wurde er Mitbegründer des uruguayischen Fußballverbandes und Teilnehmer an der ersten Meisterschaft. Nach 1909 ist über den Verein nichts mehr bekannt.

## Geschichte
Deutscher Fussball Klub Montevideo wurde 1896 von deutschstämmigen Bewohnern der uruguayischen Hauptstadt Montevideo, wie lokal bekannten Sportlern jener Zeit wie die Strauchs, Leopold, Schubert, Ludeke, Sturzenegger sowie Turner der Sociedad de Gimnasia y Esgrima L'Avenir und Ruderer des Montevideo Rowing Club, gegründet. Er ist damit nach den 1891 gegründeten Albion Football Club und Central Uruguay Railway Cricket Club (CURCC), aus dem der spätere Weltpokalsieger CA Peñarol hervorging, und vor dem 1898 gegründeten Uruguay Athletic Club der drittälteste Fußballverein Uruguays. Aufmerksamkeit erregte die Fußballmannschaft des DFKM erstmals 1898, als diese starke Leistungen in Spielen gegen Uruguay Athletic und den CURCC ablieferte.
Gemeinsam mit Albion, CURCC und Uruguay Athletic war er 1900 Gründungsmitglied des nationalen Fußballverbandes Uruguay Association Football League, der 1915 in Asociación Uruguaya de Fútbol umbenannt wurde. Zudem war Deutscher, wie der Verein allgemein genannt wurde, Teilnehmer an den ersten neun Meisterschaften von Uruguay.
1900 wurde dem Verein von der deutschen Straßenbahngesellschaft Transátlantica ein Teil des Gran Parque Central von Montevideo als Sportplatz zur Verfügung gestellt. Daneben lag ein sogenannter internationaler Platz, der beispielsweise von britischen Seeleuten während ihres Aufenthalts in Montevideo genutzt wurde, und aus dem sich später mit dem Einschluss des DFKM-Geländes das Stadion Parque Central des heutigen Spitzenvereins Nacional entwickelte.
Der Gran Parque Central wurde am 25. Mai 1900 mit einem Spiel von DFKM gegen CURCC vor 7.000 Zusehern bei freiem Eintritt als Fußballstadion eröffnet. die Mannschaft aus Peñarol gewann die Partie mit 2:0. Nur zwei Tage später absolvierte Nacional im Parque Central hier das erste Spiel seiner Vereinsgeschichte gegen den DFKM – die Mannschaften trennten sich dabei mit einem 1:1.
Nach dem Bürgerkrieg von 1904 änderte Deutscher seine Satzung und eröffnete die Mitgliedschaft auch für nicht deutschstämmige Uruguayer. Damit ging eine Änderung des Namens in Sport Club Teutonia einher. Gelegentlich erscheint dieser Name in Listen auch als Sportivo Teutonia.
In der Folgezeit entwickelte sich ein starker kreolischer Einfluss im Verein. Dieser führte bereits 1906 zu einer Umbenennung des Vereines in Centro Atlético Montevideo. Unter diesem Namen nahm der Verein noch bis 1909 an der Meisterschaft teil. Über die weitere Entwicklung des Vereins weiß man nichts.
Es ist überliefert, dass der Verein ganz in weiß antrat, wobei das Trikot mit dünnen, himmelblauen vertikalen Streifen versehen war.

## Platzierungen in der Meisterschaft
Angegeben sind Platzierung und Zahl der Teilnehmer:
- 1900: 4. von 4
- 1901: 4. von 5
- 1902: 3. von 6
- 1903: 3. von 7
- 1904: keine Meisterschaft
- 1905: 4. von 5
- 1906: 4. von 6
- 1907: 5. von 6
- 1908: 8. von 10
- 1909: 9. von 10

Bilanz: 101 Spiele, G-U-V: 28 - 13 - 60, Tore: 114:236